# Havbars
Havbars (Dicentrarchus labrax) er en fisk, der tilhører havaborre-familien og lever i den østlige del af Atlanterhavet, Middelhavet og Sortehavet. I Danmark kan man finde fisken langs Vestkysten i Jylland, men til tider også længere inde indtil omkring Bælthavet og Øresund.